# Струготина
Струготина је отпад настао приликом обраде материјала скидањем струготине (нпр: стругање, глодање, рендисање, резање и сл.).

## Фактори који утичу на стварање струготине
На процес стварања струготине утиче велики број фактора:
- материјал обртка

1. хемијски састав
2. механичка својства

- материјал алата

1. постојаност
2. отпорност на хабање

- машина алатка

1. статичке карактеристике
2. динамичке карактеристике

- СХП (средство за хлађење и подмазивање)

1. Емулзије
2. Уља за резање

- геометрија алата

1. углови
2. полупречник заобљења врха алата

- елементи обраде

1. дубина резања
2. корак
3. брзина резања

- управљање обликом струготине

1. ломачи струготине
2. канали за усмеравање тока струготине

При обради резањем, сви метали, зависно од облика добијене струготине, могу се поделити у две групе:
- сви крти метали (сиви лив и бакарне легуре)

– добија се кратка дробљена струготина
– не постоји проблем одвођења струготине из зоне резања
- сви челици

– добијају се различите врсте повезане или изломљене струготине

## Класична подела струготине
- кидана
- резана
- тракаста

Детаљна класификација струготине
Детаљна класификација струготине је подела на 10 различитих врста у 3 групе.
Подела на групе је извршена према критеријума који се односе на безбедност производног радника, транспорт струготине и могућност оштећења обрађене површине или неког другог елемента обрадног система.
Три групе су:
- Група неповољне (дуга глатка, згужвана, завојна – непосредна опасност за производног радника)[1]
- Група добре(кратка цилиндрична, спирално цилиндрична, спирална
- Група задовољавајуће(завојно-цилиндрична, цилиндрична – отежан транспорт и ускладиштење, крупно дробљена и ситно дробљена – због велике фреквенције дробљења струготине, појављује се допунско динамичко оптерећење елемената обрадног система који доводи до крзања сечива па чак и лома алата, отежано чишћење машине)

Детаљна класификација струготине:
1. Дуга глатка струготина – у облику трака, ствара се при већим пресецима струготине, када на алату нема ломача струготине.
2. Згужвана струготина – ствара се при малим и средњим корацима.
3. Завојна струготина – добија се при малим полупречницима заобљења врха алата, малим дубинама резања и при већим нападним угловима алата.
4. Завојно – цилиндрична струготина – ствара се при релативно мањим дубинама резања и већим полупречницима заобљења врха алата.
5. Цилиндрична – повећањем дубине резања завојно цилиндрична прелази у цилиндричну.
6. Кратка цилиндрична – добија се из цилиндричне повећањем корака
7. Спирално цилиндрична– добија се из цилиндричне повећањем корака
8. Спирална– добија се из цилиндричне повећањем корака
9. Крупно дробљена– добија се из спиралне повећањем корака
10. Ситно дробљена– добија се из спиралне повећањем корака[1]